# دهه ۱۴۰ (میلادی)
دهه ۱۴۰ (میلادی) دهه چهاردهم تقویم میلادی است.

## درگذشتگان
‎